# NK Blato Zagreb
Nogometni klub Blato Zagreb hrvatski je nogometni klub iz Zagreba. Trenutačno se natječe u 1. Zagrebačkoj nogometnoj ligi.

## Vanjske poveznice
- Profil, HNS Semafor
- ZNS-popis klubova  Arhivirana inačica izvorne stranice od 6. travnja 2009. (Wayback Machine)